# 花2線
花2線（崇德－富世），起點花蓮縣秀林鄉崇德村上崇德，終點花蓮縣秀林鄉富世村太魯閣口。此路段原為蘇花公路路段，因太魯閣大橋2002年7月3日開通後截彎取直而解編原省道台九線路線。起點於太魯閣大橋北端銜接台9線蘇花公路，終點於錦文橋南端的太魯閣口與台8線相接。全長2.720公里，2019年12月18日時中華民國交通部公告調整為花蓮縣鄉道。

## 路線特色
途經東部發電廠立霧機組，太魯閣國家公園內的砂卡礑林道及大同大禮步道（同禮古道）亦由本路段前往。
本路段原為蘇花公路北上首先遇到的第一部分山區路段，因該路段較為狹小，且前往太魯閣及蘇澳的車輛亦容易在太魯閣口及錦文橋處交會回堵，故1999年2月動工興建太魯閣大橋截彎取直繞過此路段。

## 路線地名
- 秀林鄉：崇德村上崇德（太魯閣大橋北端，接 台9線蘇花公路）→富世村界（大同大禮步道入口）→東部發電廠立霧機組→錦文橋→太魯閣口（接 台8線中橫公路）